# Peucaea
Peucaea és un dels gèneres d'ocells, de la família dels passerèl·lids (Passerellidae).

## Taxonomia
Segons la classificació del Congrés Ornitològic Internacional (versió 15.1, 2025), aquest gènere conté 8 espècies:
- Sit de cua canyella (Peucaea sumichrasti Lawrence, 1871)
- Sit ala-roig (Peucaea carpalis Coues, 1873)
- Sit cap-ratllat (Peucaea ruficauda Bonaparte, 1853)
- Sit pitnegre (Peucaea humeralis Cabanis, 1851)
- Sit embridat (Peucaea mystacalis Hartlaub, 1852)
- Sit de Botteri (Peucaea botterii Sclater, PL, 1858)
- Sit de Cassin (Peucaea cassinii Woodhouse, 1852)
- Sit de Bachman (Peucaea aestivalis Lichtenstein, MHC, 1823)